# ボストーク湖
ボストーク湖（ボストークこ）は南極大陸に存在する氷底湖である。ヴォストーク湖とも書かれる。

## 地形

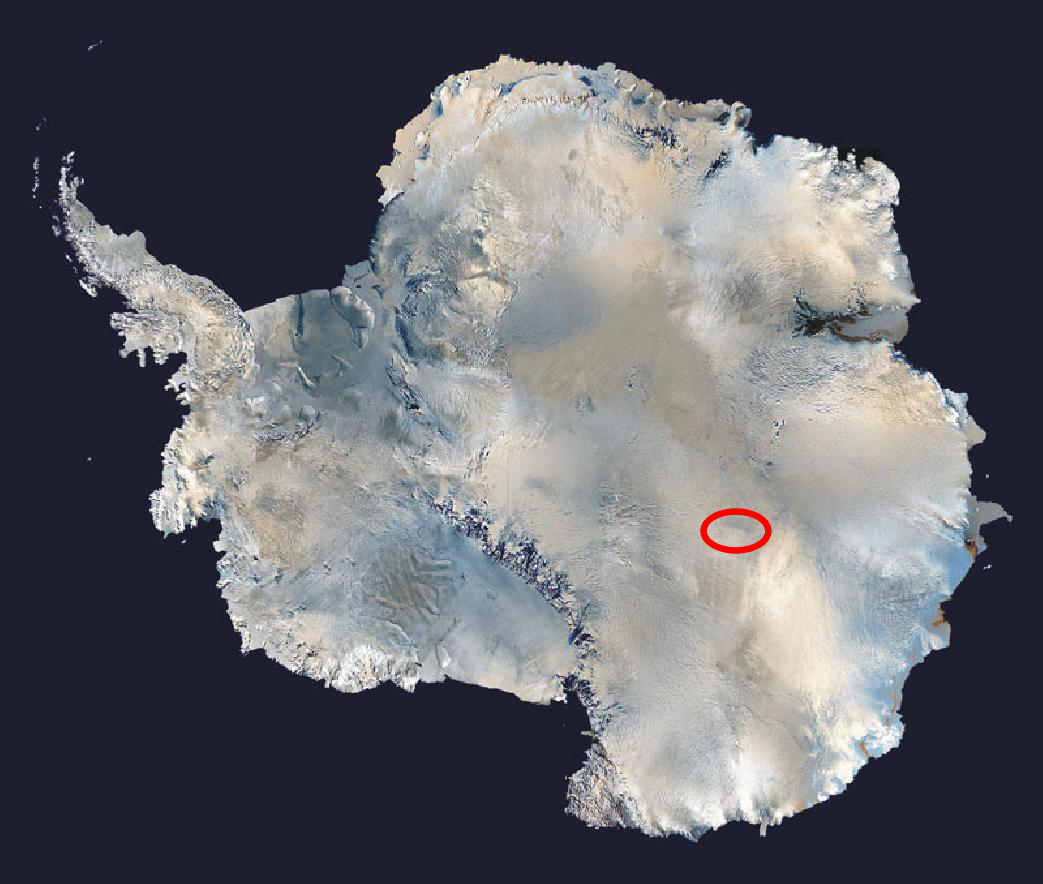
ボストーク湖の位置。楕円で囲まれた地域の氷床下にある。

ボストーク湖はロシアのボストーク基地に近い、南緯77度、東経105度地点の氷床下約4キロメートルにある。最も広い場所で幅40キロメートル、長さ250キロメートルに達し、二つの水盆（水深の深い場所）に分かれている。水深は、水盆を分断する尾根の部分で約200メートル、北側の水盆では約400メートル、南側の水盆では800メートルとみられている。湖の総面積は1万4,000 平方キロメートルに達する、これは、琵琶湖の20倍以上の面積である。総貯水量は5,400 立方キロメートルで、淡水であると推測されている。
平均水温は-3℃で、これは一般的な真水の結氷温度を下回っているが、上側を覆う氷の重さによる高圧のため液体を保っている（水は圧力によって凝固点が下がるため）。また、この地球で最も寒い場所に液体の水が存在する理由は、湖底が地熱によって温められているから、分厚い氷床が毛布のように断熱材の役割を果たしているためなどの説がある。

## 探査

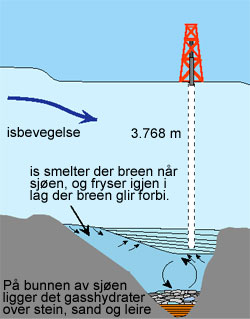
ボストーク湖調査のイメージ。

1960年代後半から70年代初頭にかけて行われた上空よりの氷透過レーダーによる調査によって存在が確認された。
1998年にボストーク基地で研究を行っていたロシア、フランス、米国の共同チームが、世界で最も深い場所である深度3,628メートルの地点までコアの掘削と分析を行なった。湖の頂上付近で採取されたコアから得られた氷のサンプルを分析した所、その氷は約42万年前にできたと分かった。その事は、湖が50万年から100万年にわたって氷に封印されていた事を暗示している。当時、コアの掘削は湖水の汚染を防止するために、氷床と湖水の境界面まで120メートルの地点で停止されていた。
2005年4月ドイツ、ロシア、日本の研究者によって、湖に潮汐があることがわかった。太陽と月の位置によって、湖の表面は1、2センチメートル上昇する。湖の表面の変動には微生物の生存に必要な、水を循環させ続けるポンプの効果があると推測される。
2005年5月、湖の中央に島があることがわかった。
2006年1月、コロンビア大学の研究者がボストーク湖よりも小さい湖を氷の下に2つ見つけたと発表した。
2013年2月、南極の氷床の下にあるボストーク湖の調査を目指すロシア北極南極科学調査研究所（サンクトペテルブルク）は8日、同国調査隊が氷床を深さ約3800メートルまで掘削し、1989年の掘削開始以来初めてドリルが同湖に達したと発表した。